# Іван Ракитич
І́ван Ра́китич (хорв. Ivan Rakitić; нар. 10 березня 1988, Райнфельден, Швейцарія) — хорватський футболіст, півзахисник клубу «Хайдук» (Спліт).

## Клубна кар'єра

### «Базель»
Народився 1988 року в родині хорватів, які незадовго до того емігрували з СФРЮ до Швейцарії. Вихованець футбольної школи швейцарського клубу «Базель». Дорослу футбольну кар'єру розпочав 2005 року в основній команді того ж клубу, в якій провів два сезони, взявши участь у 34 матчах чемпіонату.

### «Шальке»
Своєю грою за базельську команду привернув увагу представників тренерського штабу німецького клубу «Шальке 04», до складу якого приєднався 2007 року. Відіграв за клуб з Гельзенкірхена наступні чотири сезони своєї ігрової кар'єри. Більшість часу, проведеного у складі «Шальке», був основним гравцем команди.

### «Севілья»
На початку 2011 року, напередодні старту своєї команди в плей-офф Ліги Європи УЄФА, посилити її склад за рахунок Ракитича вирішило керівництво іспанської «Севільї». 28 січня 2011 року було повідомлено про перехід гравця до іспанського клубу. Контракт був розрахований на 4,5 роки, орієнтовна трансферна сума склала півтора мільйони євро.

### «Барселона»
16 червня 2014 року уклав п'ятирічний контракт з «Барселоною». Офіційний дебют припав на матч першого туру іспанського чемпіонату 24 серпня проти «Ельче». Перший гол Ракитич забив 21 вересня, вразивши ворота «Леванте» з-поза штрафної площі. 18 березня 2015 Ракитич забив свій перший гол у Лізі чемпіонів УЄФА, допомігши «Барселоні» перемогти в 1/8 фіналу над «Манчестер Сіті» . 6 червня того ж року забив перший гол у матчі фіналу Ліги чемпіонів УЄФА 2014/15 проти італійського «Ювентуса», який каталонці врешті-решт виграли 3:1.
В подальшому залишався основним гравцем середини поля «Барселони», регулярно відзначаючись забитими голами. Протягом своїх перших чотирьох сезонів у складі каталонського гранда тричі вигравав з ним національний чемпіонат.

### «Севілья»
12 листопада 2023 року відзначився забитим м'ячем у воротах «Реал Бетіс», який був визнаний найкращим голом місяця в іспанській Ла-Лізі.

## Виступи за збірні
Викликався до юнацьких збірних команд Швейцарії різних вікових категорій. Протягом 2006—2007 років залучався до складу молодіжної збірної цієї країни. Зіграв за швейцарську молодіжку в 4 офіційних матчах, забив 1 гол.
2007 року 19-річний півзахисник, який має подвійне громадянство Швейцарії та Хорватії, отримав виклик до національної збірної Швейцарії. Втім, футболіст вирішив відмовитися від цього запрошення, натомість прийнявши аналогічну пропозицію, що надійшла від керівництва національної збірної Хорватії. Того ж 2007 року дебютував в офіційних матчах у її складі.
2009 року встиг також провести декілька ігор у складі молодіжної збірної Хорватії.
Від самого початку виступів за хорватську збірну став її основним гравцем. На Євро-2008 20-річний півзахисник взяв участь у двох матчах групового етапу та в програному туркам у серії післяматчевих пенальті чвертьфіналі.
На чемпіонаті Європи 2012 і чемпіонаті світу 2014 брав участь в усіх матчах групових етапів, які в обох випадках хорвати подолати не змогли.
На Євро-2016 знову був ключовим гравцем середини поля хорватів і взяв участь в усіх чотирьох їх матчах на континентальній першості, на якій вони дійшли 1/8 фіналу, де мінімально 0:1 програли майбутнім переможцям першості, португальцям. Став автором одного з голів у грі групового етапу проти збірної Чехії (2:2).
Чемпіонат світу 2018 року також починав як стабільний гравець стартового складу. Допоміг команді здобути впевнені перемоги у двох стартових матчах групового етапу — проти Нігерії (2:0) і Аргентини (3:0) — чим завчасно оформити вихід до стадії плей-оф.
| Дата       | Місто                   | Господарі          | Результат               | Гості              | Турнір                | Голи | Примітки |
| ---------- | ----------------------- | ------------------ | ----------------------- | ------------------ | --------------------- | ---- | -------- |
| 8-9-2007   | Загреб                  | Хорватія           | 2 – 0                   | Естонія            | Відбір до ЧЄ 2008     | -    | 60'      |
| 12-9-2007  | Андорра-ла-Велья        | Андорра            | 0 – 6                   | Хорватія           | Відбір до ЧЄ 2008     | 1    | 62'      |
| 13-10-2007 | Загреб                  | Хорватія           | 1 – 0                   | Ізраїль            | Відбір до ЧЄ 2008     | -    | 81'      |
| 16-10-2007 | Рієка                   | Хорватія           | 3 – 0                   | Словаччина         | товариський матч      | -    |          |
| 21-11-2007 | Лондон                  | Англія             | 2 – 3                   | Хорватія           | Відбір до ЧЄ 2008     | -    | 84'      |
| 6-2-2008   | Спліт                   | Хорватія           | 0 – 3                   | Нідерланди         | товариський матч      | -    | 70'      |
| 24-5-2008  | Рієка                   | Хорватія           | 1 – 0                   | Молдова            | товариський матч      | -    |          |
| 31-5-2008  | Будапешт                | Угорщина           | 1 – 1                   | Хорватія           | товариський матч      | -    | 46'      |
| 12-6-2008  | Клагенфурт-ам-Вертерзеє | Хорватія           | 2 – 1                   | Німеччина          | ЧЄ 2008 - 1-й етап    | -    |          |
| 16-6-2008  | Клагенфурт-ам-Вертерзеє | Хорватія           | 1 – 0                   | Польща             | ЧЄ 2008 - 1-й етап    | -    |          |
| 20-6-2008  | Відень                  | Хорватія           | 1 – 1 д.ч. (1 - 3 п.п.) | Туреччина          | ЧЄ 2008 - чвертьфінал | -    |          |
| 20-8-2008  | Марибор                 | Словенія           | 2 – 3                   | Хорватія           | товариський матч      | 2    | 64'      |
| 6-9-2008   | Загреб                  | Хорватія           | 3 – 0                   | Казахстан          | Відбір до ЧС 2010     | -    |          |
| 10-9-2008  | Загреб                  | Хорватія           | 1 – 4                   | Англія             | Відбір до ЧС 2010     | -    |          |
| 11-10-2008 | Харків                  | Україна            | 0 – 0                   | Хорватія           | Відбір до ЧС 2010     | -    | 84'      |
| 15-10-2008 | Загреб                  | Хорватія           | 4 – 0                   | Андорра            | Відбір до ЧС 2010     | 2    |          |
| 11-2-2009  | Бухарест                | Румунія            | 1 – 2                   | Хорватія           | товариський матч      | 1    |          |
| 1-4-2009   | Андорра-ла-Велья        | Андорра            | 0 – 2                   | Хорватія           | Відбір до ЧС 2010     | -    |          |
| 6-6-2009   | Загреб                  | Хорватія           | 2 – 2                   | Україна            | Відбір до ЧС 2010     | -    | 46'      |
| 12-8-2009  | Мінськ                  | Білорусь           | 1 – 3                   | Хорватія           | Відбір до ЧС 2010     | -    | 46'      |
| 5-9-2009   | Загреб                  | Хорватія           | 1 – 0                   | Білорусь           | Відбір до ЧС 2010     | 1    | 65'      |
| 9-9-2009   | Лондон                  | Англія             | 5 – 1                   | Хорватія           | Відбір до ЧС 2010     | -    | 46'      |
| 8-10-2009  | Рієка                   | Хорватія           | 3 – 2                   | Катар              | товариський матч      | -    | 46'      |
| 14-10-2009 | Астана                  | Казахстан          | 1 – 2                   | Хорватія           | Відбір до ЧС 2010     | -    |          |
| 3-3-2010   | Брюссель                | Бельгія            | 0 – 1                   | Хорватія           | товариський матч      | -    | 57'      |
| 23-5-2010  | Осієк                   | Хорватія           | 2 – 0                   | Уельс              | товариський матч      | 1    | 76'      |
| 26-5-2010  | Таллінн                 | Естонія            | 0 – 0                   | Хорватія           | товариський матч      | -    |          |
| 11-8-2010  | Братислава              | Словаччина         | 1 – 1                   | Хорватія           | товариський матч      | -    | 71'      |
| 3-9-2010   | Рига                    | Литва              | 0 – 3                   | Хорватія           | Відбір до ЧЄ 2012     | -    |          |
| 7-9-2010   | Загреб                  | Хорватія           | 0 – 0                   | Греція             | Відбір до ЧЄ 2012     | -    | 57' 62'  |
| 9-10-2010  | Тель-Авів-Яфо           | Ізраїль            | 1 – 2                   | Хорватія           | Відбір до ЧЄ 2012     | -    | 77'      |
| 17-11-2010 | Загреб                  | Хорватія           | 3 – 0                   | Мальта             | Відбір до ЧЄ 2012     | -    | 69'      |
| 9-2-2011   | Пула                    | Хорватія           | 4 – 2                   | Чехія              | товариський матч      | -    | 46'      |
| 26-3-2011  | Тбілісі                 | Грузія             | 1 – 0                   | Хорватія           | Відбір до ЧЄ 2012     | -    | 61'      |
| 29-3-2011  | Сен-Дені                | Франція            | 0 – 0                   | Хорватія           | товариський матч      | -    | 46'      |
| 11-10-2011 | Рієка                   | Хорватія           | 2 – 0                   | Латвія             | Відбір до ЧЄ 2012     | -    |          |
| 11-11-2011 | Стамбул                 | Туреччина          | 0 – 3                   | Хорватія           | Відбір до ЧЄ 2012     | -    | 83'      |
| 15-11-2011 | Загреб                  | Хорватія           | 0 – 0                   | Туреччина          | Відбір до ЧЄ 2012     | -    |          |
| 29-2-2012  | Загреб                  | Хорватія           | 1 – 3                   | Швеція             | товариський матч      | -    |          |
| 25-5-2012  | Пула                    | Хорватія           | 3 – 1                   | Естонія            | товариський матч      | -    | 60'      |
| 2-6-2012   | Осло                    | Норвегія           | 1 – 1                   | Хорватія           | товариський матч      | -    |          |
| 10-6-2012  | Познань                 | Ірландія           | 1 – 3                   | Хорватія           | ЧЄ 2012               | -    | 90+2'    |
| 14-6-2012  | Познань                 | Італія             | 1 – 1                   | Хорватія           | ЧЄ 2012               | -    |          |
| 18-6-2012  | Гданськ                 | Хорватія           | 0 – 1                   | Іспанія            | ЧЄ 2012               | -    | 90+3'    |
| 15-8-2012  | Спліт                   | Хорватія           | 2 – 4                   | Швейцарія          | товариський матч      | -    |          |
| 7-9-2012   | Загреб                  | Хорватія           | 1 – 0                   | Північна Македонія | Відбір до ЧС 2014     | -    | 46'      |
| 12-10-2012 | Скоп'є                  | Північна Македонія | 1 – 2                   | Хорватія           | Відбір до ЧС 2014     | 1    |          |
| 16-10-2012 | Осієк                   | Хорватія           | 2 – 0                   | Уельс              | Відбір до ЧС 2014     | -    |          |
| 6-2-2013   | Лондон                  | Хорватія           | 4 – 0                   | Південна Корея     | товариський матч      | -    |          |
| 22-3-2013  | Загреб                  | Хорватія           | 2 – 0                   | Сербія             | Відбір до ЧС 2014     | -    |          |
| 26-3-2013  | Суонсі                  | Уельс              | 1 – 2                   | Хорватія           | Відбір до ЧС 2014     | -    |          |
| 7-6-2013   | Загреб                  | Хорватія           | 0 – 1                   | Шотландія          | Відбір до ЧС 2014     | -    | 77'      |
| 10-6-2013  | Женева                  | Хорватія           | 0 – 1                   | Португалія         | товариський матч      | -    | 59'      |
| 14-8-2013  | Вадуц                   | Ліхтенштейн        | 2 – 3                   | Хорватія           | товариський матч      | -    |          |
| 6-9-2013   | Белград                 | Сербія             | 1 – 1                   | Хорватія           | Відбір до ЧС 2014     | -    | 77'      |
| 10-9-2013  | Чонджу                  | Південна Корея     | 1 – 2                   | Хорватія           | товариський матч      | -    |          |
| 11-10-2013 | Загреб                  | Хорватія           | 1 – 2                   | Бельгія            | Відбір до ЧС 2014     | -    | 76'      |
| 15-11-2013 | Рейк'явік               | Ісландія           | 0 – 0                   | Хорватія           | Відбір до ЧС 2014     | -    |          |
| 19-11-2013 | Загреб                  | Хорватія           | 2 – 0                   | Ісландія           | Відбір до ЧС 2014     | -    |          |
| 5-3-2014   | Санкт-Галлен            | Швейцарія          | 2 – 2                   | Хорватія           | товариський матч      | -    | кап. 86' |
| 31-5-2014  | Осієк                   | Хорватія           | 2 – 1                   | Малі               | товариський матч      | -    | 73'      |
| 6-6-2014   | Сальвадор               | Хорватія           | 1 – 0                   | Австралія          | товариський матч      | -    | 59'      |
| 12-6-2014  | Сан-Паулу               | Бразилія           | 3 – 1                   | Хорватія           | ЧС 2014 - 1-й етап    | -    |          |
| 18-6-2014  | Манаус                  | Камерун            | 0 – 4                   | Хорватія           | ЧС 2014 - 1-й етап    | -    |          |
| 23-6-2014  | Ресіфі                  | Хорватія           | 1 – 3                   | Мексика            | ЧС 2014 - 1-й етап    | -    | 9'       |
| 9-9-2014   | Загреб                  | Хорватія           | 2 – 0                   | Мальта             | Відбір до ЧЄ 2016     | -    |          |
| 10-10-2014 | Софія (місто)           | Болгарія           | 0 – 1                   | Хорватія           | Відбір до ЧЄ 2016     | -    | 80'      |
| 13-10-2014 | Осієк                   | Хорватія           | 6 – 0                   | Азербайджан        | Відбір до ЧЄ 2016     | -    |          |
| 16-11-2014 | Мілан                   | Італія             | 1 – 1                   | Хорватія           | Відбір до ЧЄ 2016     | -    |          |
| 28-3-2015  | Загреб                  | Хорватія           | 5 – 1                   | Норвегія           | Відбір до ЧЄ 2016     | -    | 69'      |
| 12-6-2015  | Спліт                   | Хорватія           | 1 – 1                   | Італія             | Відбір до ЧЄ 2016     | -    |          |
| 3-9-2015   | Баку                    | Азербайджан        | 0 – 0                   | Хорватія           | Відбір до ЧЄ 2016     | -    | 77'      |
| 6-9-2015   | Осло                    | Норвегія           | 2 – 0                   | Хорватія           | Відбір до ЧЄ 2016     | -    | 72'      |
| 10-10-2015 | Загреб                  | Хорватія           | 3 – 0                   | Болгарія           | Відбір до ЧЄ 2016     | 1    |          |
| 13-10-2015 | Та-Калі                 | Мальта             | 0 – 1                   | Хорватія           | Відбір до ЧЄ 2016     | -    | 77'      |
| 4-6-2016   | Рієка                   | Хорватія           | 10 – 0                  | Сан-Марино         | товариський матч      | 1    | 55'      |
| 12-6-2016  | Париж                   | Туреччина          | 0 – 1                   | Хорватія           | ЧЄ 2016 - 1-й етап    | -    | 89'      |
| 17-6-2016  | Сент-Етьєн              | Чехія              | 2 – 2                   | Хорватія           | ЧЄ 2016 - 1-й етап    | 1    | 90+7'    |
| 21-6-2016  | Бордо                   | Хорватія           | 2 – 1                   | Іспанія            | ЧЄ 2016 - 1-й етап    | -    |          |
| 25-6-2016  | Ленс                    | Хорватія           | 0 – 1 д.ч.              | Португалія         | ЧЄ 2016 - 1/8 фіналу  | -    | 110'     |
| 5-9-2016   | Загреб                  | Хорватія           | 1 – 1                   | Туреччина          | Відбір до ЧС 2018     | 1    | 64'      |
| 12-11-2016 | Загреб                  | Хорватія           | 2 – 0                   | Ісландія           | Відбір до ЧС 2018     | -    | 85'      |
| 24-3-2017  | Загреб                  | Хорватія           | 1 – 0                   | Україна            | Відбір до ЧС 2018     | -    | 79'      |
| 2-9-2017   | Загреб                  | Хорватія           | 1 – 0                   | Косово             | Відбір до ЧС 2018     | -    | 55'      |
| 6-10-2017  | Рієка                   | Хорватія           | 1 – 1                   | Фінляндія          | Відбір до ЧС 2018     | -    |          |
| 9-10-2017  | Київ                    | Україна            | 0 – 2                   | Хорватія           | Відбір до ЧС 2018     | -    |          |
| 9-11-2017  | Загреб                  | Хорватія           | 4 – 1                   | Греція             | Відбір до ЧС 2018     | -    |          |
| 12-11-2017 | Афіни                   | Греція             | 0 – 0                   | Хорватія           | Відбір до ЧС 2018     | -    |          |
| 24-3-2018  | Маямі                   | Перу               | 2 – 0                   | Хорватія           | товариський матч      | -    |          |
| 28-3-2018  | Арлінгтон               | Мексика            | 0 – 1                   | Хорватія           | товариський матч      | 1    |          |
| 3-6-2018   | Ліверпуль               | Бразилія           | 2 – 0                   | Хорватія           | товариський матч      | -    | 83'      |
| 8-6-2018   | Осієк                   | Хорватія           | 2 – 1                   | Сенегал            | товариський матч      | -    | 65'      |
| 16-6-2018  | Калінінград             | Хорватія           | 2 – 0                   | Нігерія            | ЧС 2018 - 1-й етап    | -    | 31'      |
| 21-6-2018  | Нижній Новгород         | Аргентина          | 0 – 3                   | Хорватія           | ЧС 2018 - 1-й етап    | 1    |          |
| Усього     |                         | Матчів (8 місце)   | 94                      |                    | Голів (9 місце)       | 15   |          |

## Досягнення

### Командні досягнення
- Володар Ліги Європи: 2013/14, 2022/23
- Чемпіон Іспанії: 2014/15, 2015/16, 2017/18, 2018/19
- Володар Кубка Іспанії: 2014/15, 2015/16, 2016/17, 2017/18.
- Володар Суперкубка Іспанії: 2016, 2018
- Переможець Ліги чемпіонів УЄФА: 2014/15
- Володар Суперкубка УЄФА: 2015
- Переможець клубного чемпіонату світу: 2015
- Віце-чемпіон світу: 2018

### Особисті досягнення
- Автор найкращого голу місяця іспанської Ла-Ліги: листопад 2023[3]